# サンマリノの歴史地区とティターノ山
サンマリノの歴史地区とティターノ山（サンマリノのれきしちくとティターノさん）は、サンマリノ市の歴史的市街やその周辺を対象とするユネスコの世界遺産リスト登録物件である。サンマリノ市はサンマリノ共和国の最高峰ティターノ山の上に建設された都市であり、中世的な都市国家の様相を色濃く残しているだけでなく、その街並みが世界最古の共和国とも言われるこの国に息づく伝統と密接に結びついていることが評価された。
2008年に登録されたサンマリノ初の世界遺産であり、2017年の第41回世界遺産委員会終了時点では、同国唯一の世界遺産でもある。

## 歴史
サンマリノの伝説的な起源は、ダルマティアから渡ってきた敬虔な石工聖マリヌス（聖マリノ）の信仰生活に遡る。彼はディオクレティアヌス帝の迫害から逃れるためにティターノ山にこもった。彼と同じように迫害から逃れようとした人々や、聖マリヌスを慕って集まった人々によって、最初の住民社会が形成されたと言われている。
サンマリノについての史料では、6世紀初頭に、ティターノ山頂に建つ修道院に言及したものが現存最古である。9世紀になると、ローマ法だけでなくランゴバルド人の法やフランスの法も援用した判例が残っており、この時点で、サンマリノが聖職者だけのコミュニティではない、市民社会が存在していたことを窺わせる。10世紀になると教区の存在も確認できるようになり、防衛施設として砦や城壁を築くようになったとされているが、現存する建物には、この時代にさかのぼるものはない。
13世紀には共和制の都市国家が形成され、1463年には現在まで続く国境線が事実上画定した。現存する街並みはその辺りの時期に、3段階で形成された。まず、13世紀末に最初の塔と教会周辺の区域が形成され、山麓のボルゴ・マッジョーレの市場町も形成された。次いで14世紀にかけて第2、第3の塔が形成されるとともに、第2の市壁が形成されて市域が拡大したが、現存する市壁は大部分が再建されたものであるので、当時の姿を偲ぶことができる部分は限定的である。15世紀半ばに第3の市壁が完成し、有力者たちの邸宅も多く建てられるようになった。
こうした古い建造物について保護の動きが本格化したのは20世紀初頭のことで、議会の保存委員会設置が1916年、保護法の成立が1919年のことであった。保護法は1980年に改訂され、1993年に付則が制定された。

## 構成資産
世界遺産に登録されているのは、ティターノ山頂とその周辺にあるサンマリノ市の歴史的市街と3つの塔、山の斜面の一部、山麓のボルゴ・マッジョーレの市場地区である。
サンマリノ市の歴史地区にある代表的な建造物は以下の通りである。
- フランシスコ会の修道院 - 1361年に建造され、建設当初は当時の市壁の外側にあった。付属聖堂はサンマリノで現存最古である[8]。
- サンタ・キアラ修道院 - 1565年から1609年に建設された[8]。
- ティターノ劇場 - 1777年に建設された[8]。
- サンマリノ大聖堂 - 1835年から1838年に建造された新古典主義様式のバシリカで、かつての聖堂の跡地に建てられた[8]。執政の就任式時には、政庁からバシリカまでの行進が行われる[10]。
- 政庁（プッブリコ宮殿） - 1884年から1894年に建設されたネオ・ゴシック様式の宮殿で[8]、目の前に自由広場がある[11]。

3つの塔はティターノ山頂のロッケ（岩頭）を利用して建てられており、建設順にグアイタ塔、チェスタ塔（別名デッラ・フラッタ塔）、モンターレ塔と呼ばれている。

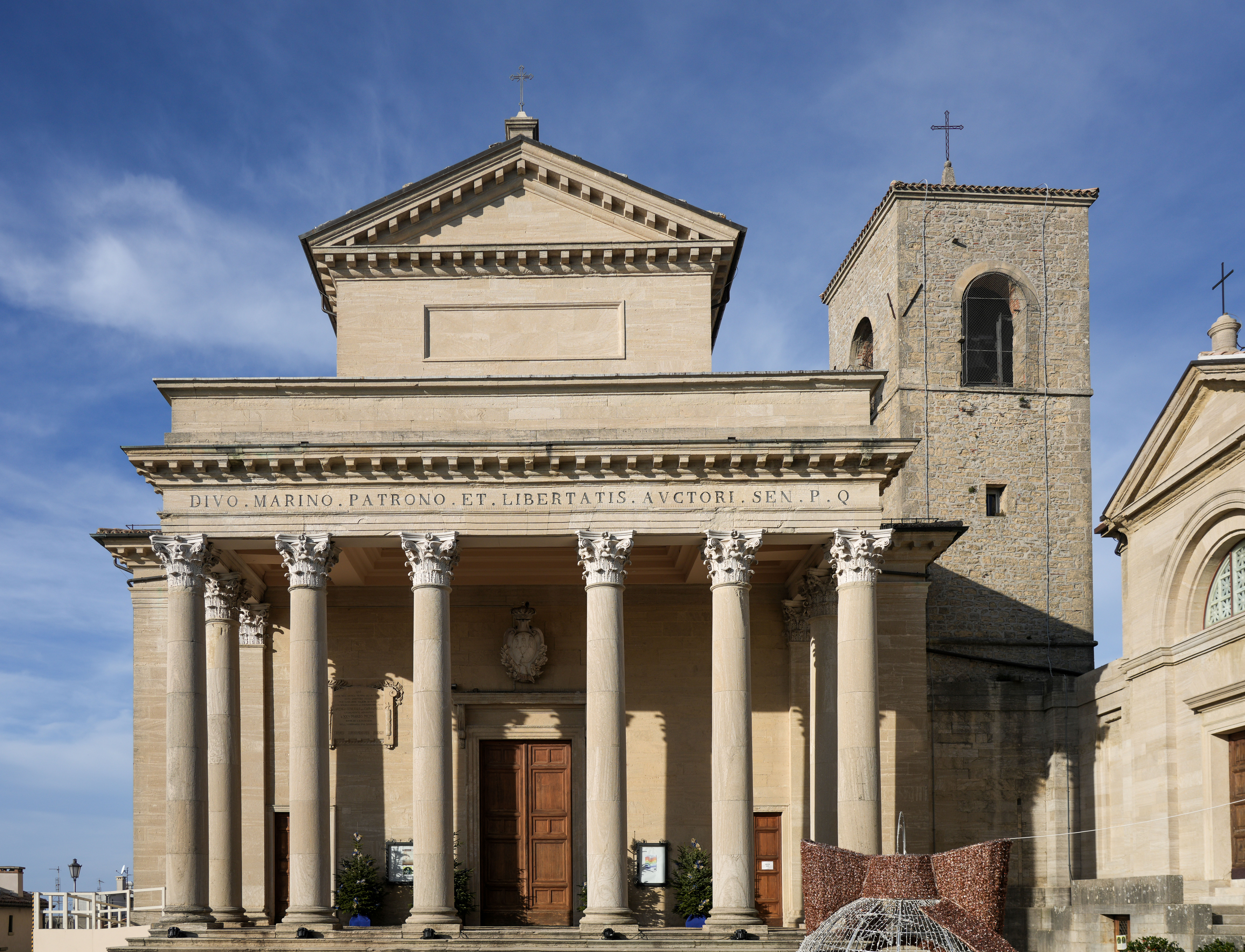
バシリカ
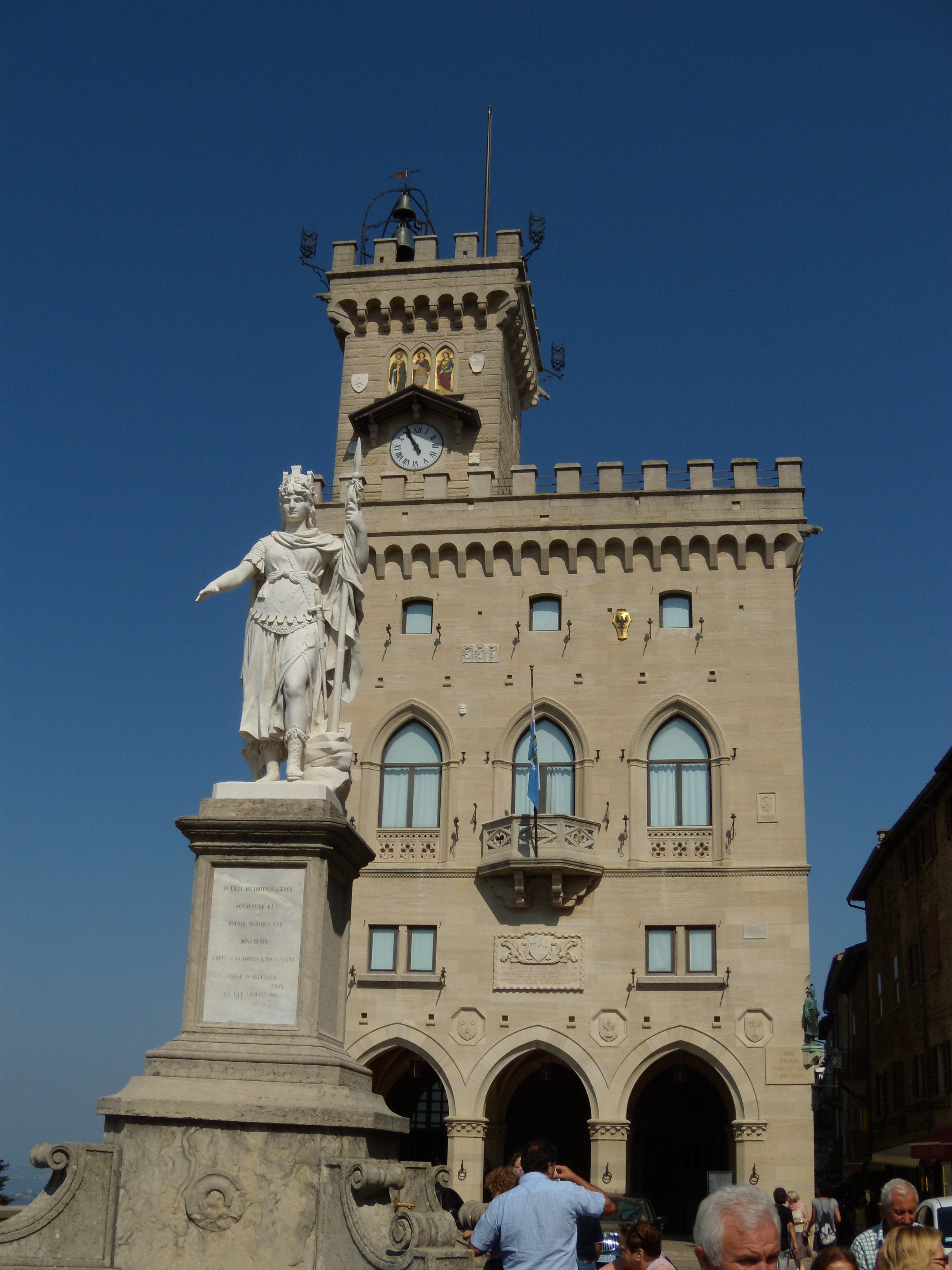
政庁と自由広場
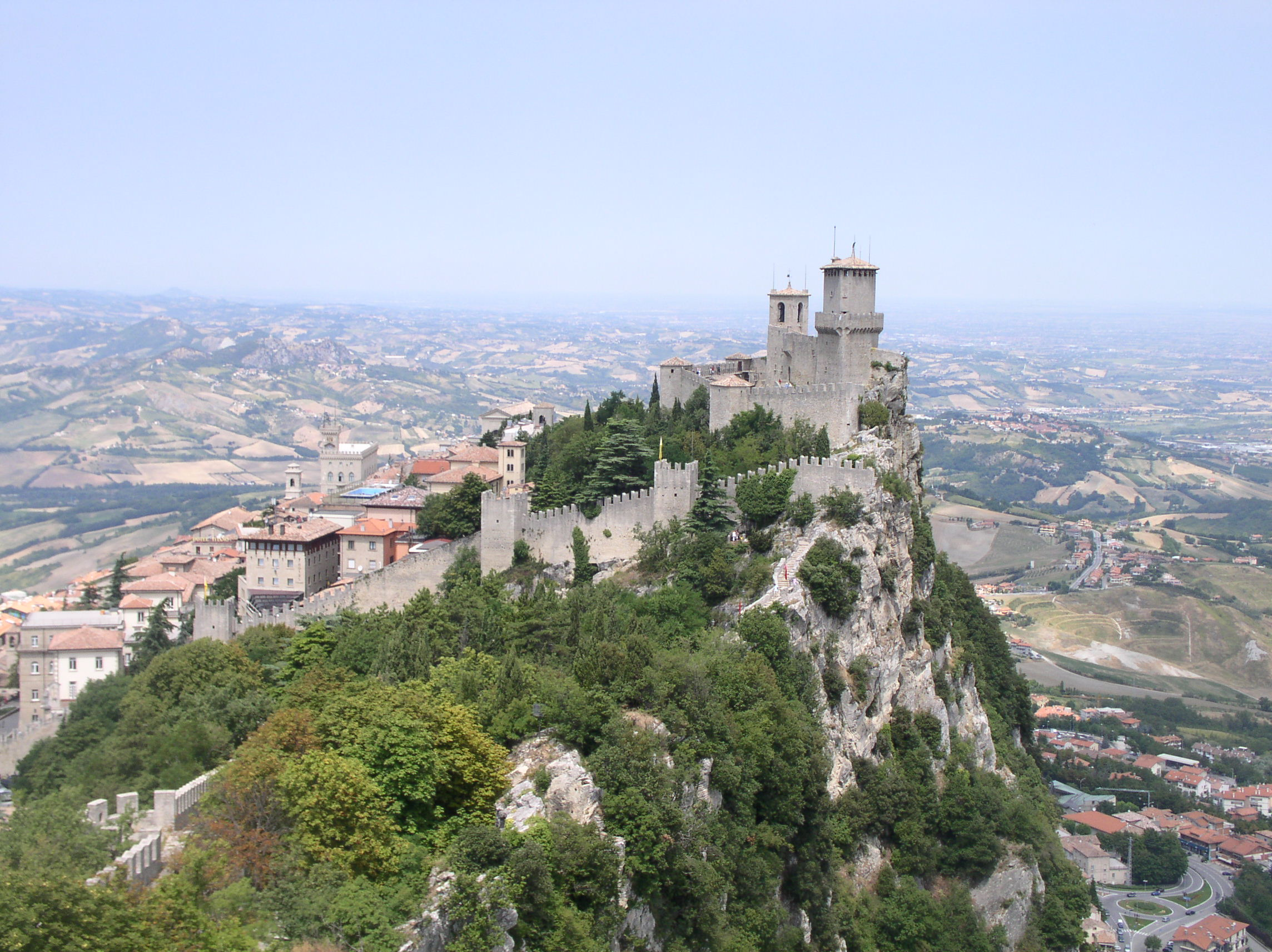
グアイタ塔
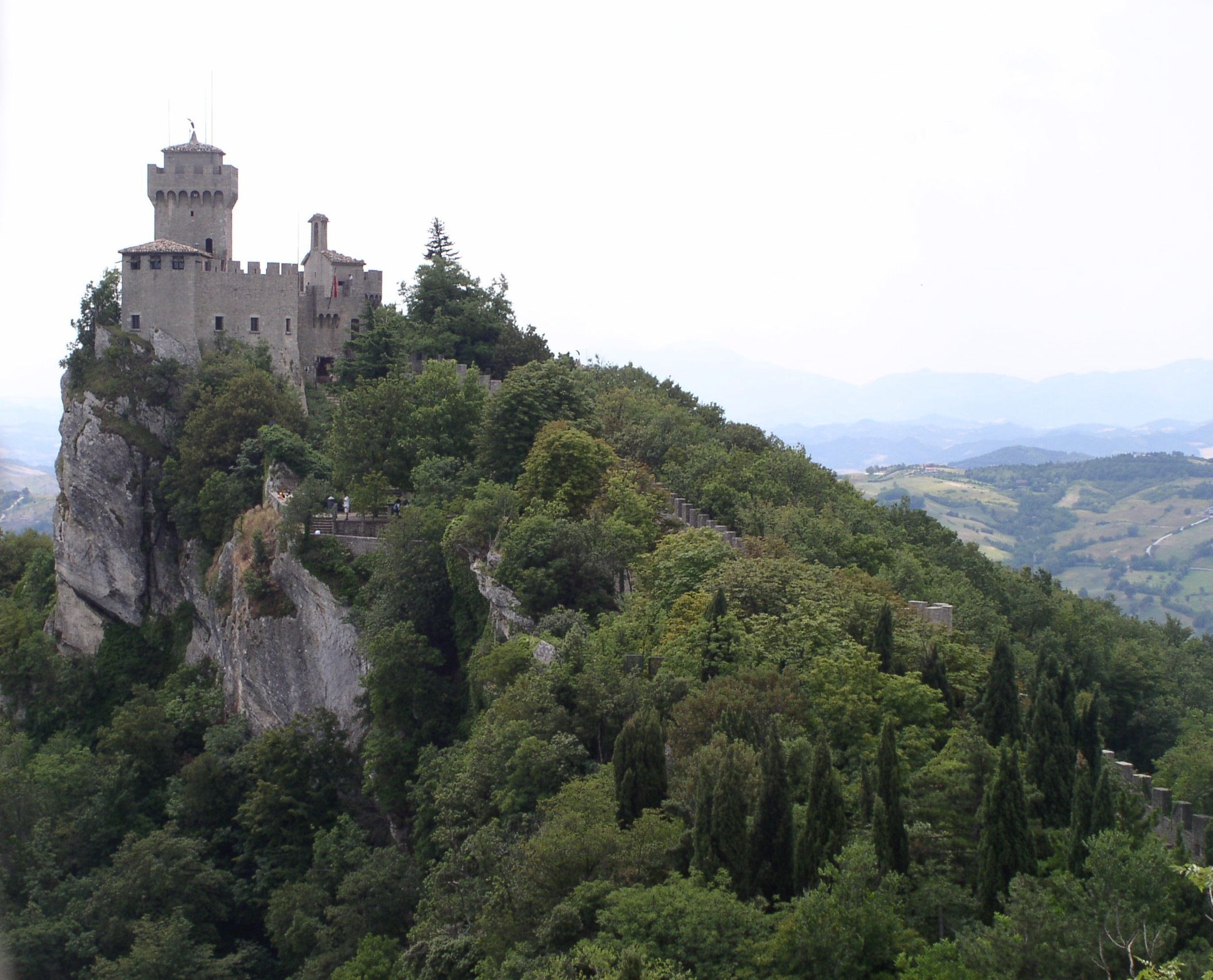
チェスタ塔
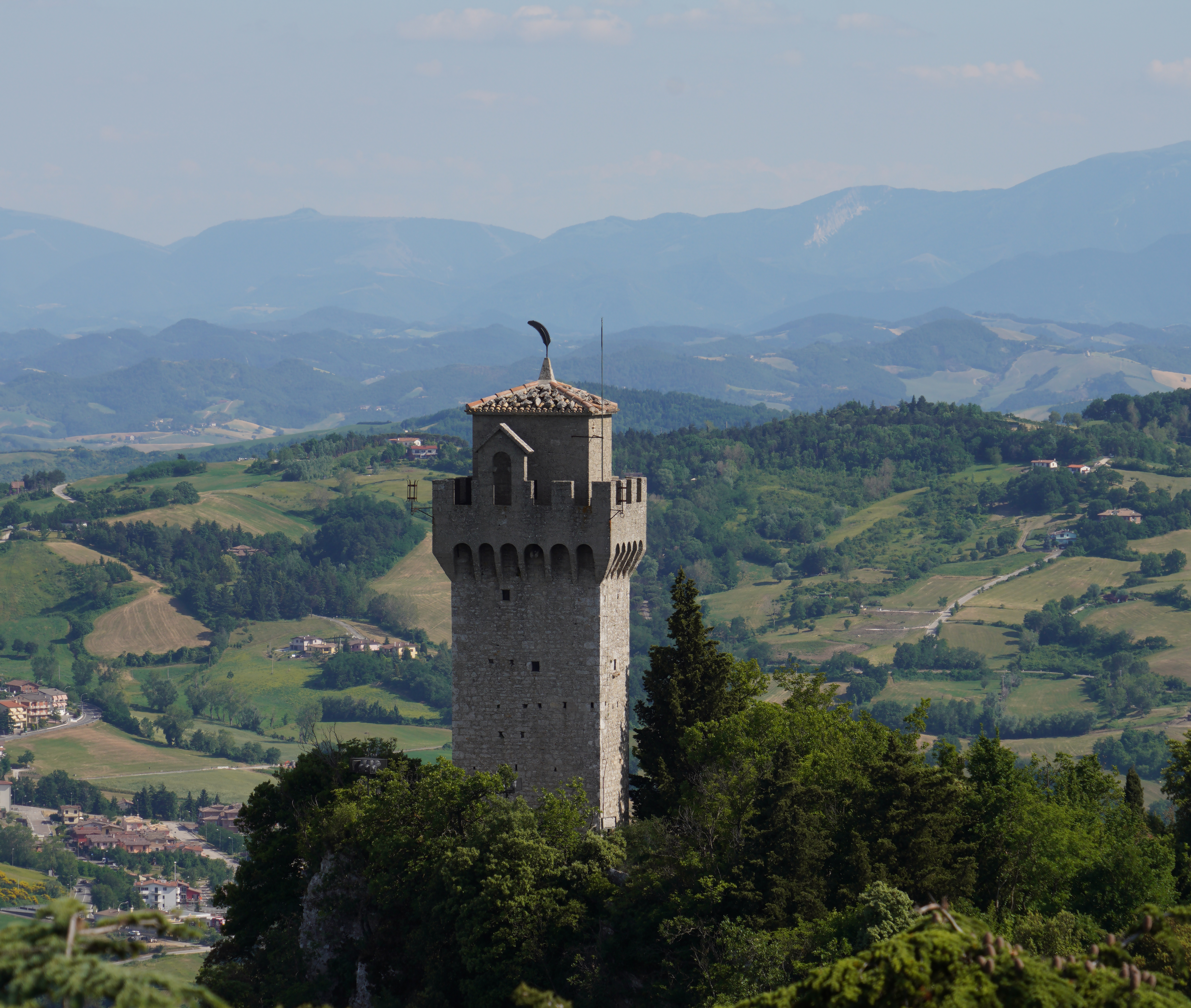
モンターレ塔

## 登録

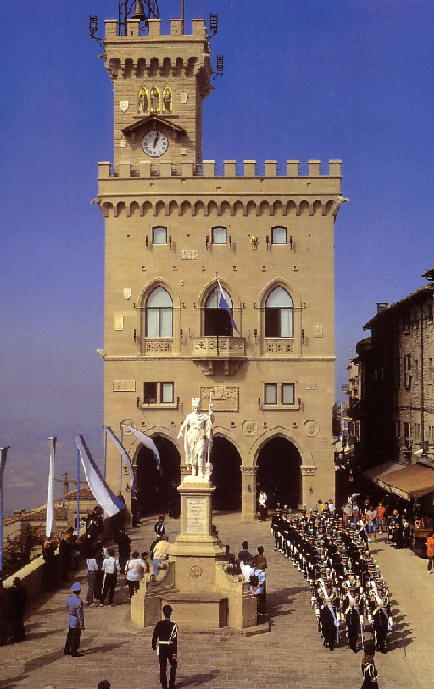
政庁前での執政の就任式

世界遺産の暫定リストへの登録は、2004年12月10日のことであった。2007年1月31日に初めて推薦され、その年に世界遺産委員会の諮問機関であるICOMOSによる現地調査が行われた。ICOMOSはこの資産の価値が、最古の歴史を持つ共和国などの概念的要素に負う部分が強い割には、構成資産として提示されている不動産との結びつきが不明瞭である点を疑問視していた。それについては勧告前にサンマリノ当局から、毎年4月と10月に挙行される執政の就任式などを通じ、中世以来の共和国の伝統と建造物群とが密接に結びついていることを示す追加資料が提示されていた。
ICOMOSはそれを受け入れた上で、類似の世界遺産と比較し、カトリック教会の総本山であるバチカン市国（1984年登録）とは性質が異なり、芸術的価値が評価されたウルビーノ歴史地区（1998年登録）や、防衛機能が評価されたルクセンブルク市 - その古い町並みと要塞（1994年）などとも異なるものとし、顕著な普遍的価値を認めた。
しかし、管理計画の策定と実行に不備があると判断して、「情報照会」を勧告した。これに対し、2008年の第32回世界遺産委員会（カナダ・ケベック・シティー）の審議では、逆転での登録が認められた。

### 名称
世界遺産としての正式名は San Marino Historic Centre and Mount Titano（英語）、Centre historique de Saint-Marin et mont Titano（フランス語）である。その日本語訳は何通りかはあるものの、いずれも軽微な表記の揺れである。
- サンマリノ歴史地区とティターノ山[17]
- サン・マリノ歴史地区とティターノ山[18]
- サン・マリノの歴史地区とティタノ山[19]
- サンマリノの歴史地区とティターノ山[20]

### 登録基準
この世界遺産は世界遺産登録基準のうち、以下の条件を満たし、登録された（以下の基準は世界遺産センター公表の登録基準からの翻訳、引用である）。
- (3) 現存するまたは消滅した文化的伝統または文明の、唯一のまたは少なくとも稀な証拠。

この基準の適用に当たっては、サンマリノ旧市街がティターノ山頂付近に位置し、産業革命以降に広く見られた近代都市化の影響を受けることなく、中世的な町並みが保存されていることや、そこに中世以来の伝統が今も息づいていることなどが評価された。